# Cmentarz polskokatolicki w Okole
Cmentarz polskokatolicki w Okole – czynny cmentarz wyznaniowy dla wiernych Kościoła Polskokatolickiego położony we wsi Okół w województwie świętokrzyskim. Cmentarz administrowany jest przez parafię św. Franciszka z Asyżu w Okole. Cmentarz znajduje się obok kościoła po stronie Pętkowic.
Parafia św. Franciszka w Okole została założona w 1929 na tle sporu z biskupem rzymskokatolickim o przydział księdza dla pobudowanego przez parafian kościoła. Wraz z zorganizowaniem parafii obok kościoła założono odrębny cmentarz wyznaniowy. Powstanie cmentarza datowane jest na 1930 rok. Część ziemi pod cmentarz oddali mieszkańcy, część została dokupiona.
Wśród pochowanych jest ksiądz Roman Bartosiak, jeden z pierwszych proboszczów parafii oraz ksiądz dziekan kanonik Józef Janik. W Okole spoczywa również, pochodząca z tej miejscowości, Anna Sosnowska, której rodzina bardzo wsławiła się podczas walk z Niemcami w czasie drugiej wojny światowej.